# Zala József
Zala József (Kislúcs, 1920. április 10. - Pozsony, 1993. augusztus 20.) szlovákiai magyar költő, műfordító.

## Élete
Az 1950–1960-as években jelentek meg versei, melyek a sematizmus jegyében születtek, gyakran a napi politika tematizálása volt a céljuk és a pártszólamokat ismételgették. Az 1997-ben, majd 2004-ben megjelent A cseh/szlovákiai magyar irodalom lexikona szerint tájversei közül is kevés képvisel tartós értéket, inkább csak dokumentáló jellegűek. 1963-tól az Új Szót szerkesztette Pozsonyban.
Többek között a Magyar Hírek Kincses Kalendáriumában jelentek meg fejtörői, nyelvi játékai és találós kérdései. Versei jelentek meg többek között a Fórumban, az Irodalmi Szemlében és a Szocialista Nevelésben. Fordította többek között Milan Lajčiak műveit.
Költészetét Koncsol László, Sas Andor, Turczel Lajos és Tőzsér Árpád értékelte.

## Művei
- 1959 Csallóközi útravaló (versek)
- 1960 1945. április (vers). Szocialista Nevelés 5/4
- 1963 Két Duna között (versek)